# Beatogordius ugandensis
Beatogordius ugandensis är en tagelmaskart som beskrevs av Andreas Schmidt-Rhaesa och de Villalobos 2002. Beatogordius ugandensis ingår i släktet Beatogordius och familjen Chordodidae. Inga underarter finns listade i Catalogue of Life.